# پژواک‌نگاری قلب جنین
پژواک نگاری قلب جنین یا اکوکاردیوگرافی جنین(به انگلیسی: Fetal echocardiography) نوعی تصویربرداری فراصوتی است که به منظور بررسی وضعیت قلبی جنین در طول بارداری تچویز می شود. نقایص مادرزادی قلب جنین از رایج ترین مشکلات هنگام تولد است. تشخیص این بیماری در مرحله جنینی بسیار مهم است زیرا می تواند به شما کمک کند فرصتی برای برنامه ریزی و مدیریت کودک بعد از تولد داشته باشید.

## شرایط انجام
پژواک نگاری قلب جنین معمولاً توسط متخصص قلب کودکان انجام می شود اما ممکن است توسط یک سونولوژیست نیز انجام پذیرد. تا به امروز، هیچ اثر جانبی بعد از انجام این آزمایش در مادر یا جنین اثبات نشده است. عملکرد اکوکاردیوگرام جنین نیاز به تجربه و یک رویکرد سیستماتیک دارد. رهنمودهایی برای آموزش انجام این آزمایش تدوین شده است و فقط افراد واجد شرایط باید این معاینه کاملاً تخصصی را انجام دهند. البته همه بارداری ها نیازی به اکو جنین ندارند. شرایط خاص مادر و جنین نشان دهنده نیاز به این آزمایش است. این شرایط به شرح زیر می باشد:

### شرایط مادر
- دیابت
- مصرف داروهای ضد تشنج
- تجربه داشتن کودک مبتلا به CHD
- ابتلا به عفونت هایی مانند پاروویروس، سرخچه و کوکساکی
- بیماری های خود ایمنی

### شرایط جنین
- افزایش ضخامت مایع پشت گردن جنین
- مجرای ونوس غیرطبیعی
- غربالگری قلب غیرطبیعی جنین
- ناهنجاری عمده خارج قلب
- کاریوتیپ غیرطبیعی جنین
- هیدروپس
- دیستریتمی جنین

## مراحل انجام
اولین قدم تعیین موقعیت و وضعیت قرارگیری جنین در داخل رحم است. به دلیل حرکت قلب در داخل قفسه سینه، معمولاً این عضو آسان ترین و قابل تشخیص ترین ساختار برای بررسی است.
برای جهت گیری، دهلیز چپ با وجود تیغه داخلی و وریدهای ریوی مشخص می شود. با شناسایی رگ های سیستمیک و موقعیت دهلیزها نسبت به کبد و طحال می توان سینوس قلب را تشخیص داد. در مرحله بعد ، دریچه های دهلیزی-بطنی مشخص می شوند. سپس بخش های خروجی قلب ارزیابی خواهند شد. اندازه گیری های قلبی را می توان انجام داد و با مقادیر طبیعی که برای تمام سنین بارداری تعریف شده است مقایسه کرد.
می توان از تکنیک های داپلر برای تجسم جریان خون در قلب، عروق بزرگ و عروق ناف استفاده کرد. ارزیابی آریتمی های جنین با استفاده از ترکیبی از حالت M و ضبط داپلر بهتر انجام می شود. وقتی این آریتمی ها وجود داشته باشد ، جستجوی دقیق بیماری قلبی دقیق تر صورت می گیرد. با استفاده از این روش ، تعداد زیادی اطلاعات تشخیصی در دسترس قرار خواهد گرفت.
آگاهی در مورد بیماری های مادرزادی قلبی پیچیده قبل از زایمان باعث می شود مداخلات درمانی بلافاصله پس از تولد شروع شود و می تواند برای چنین بیمارانی نجات دهنده زندگی باشد. همچنین باعث می شود مراقبت های دوره بارداری بهتر انجام گیرد. نقش حیاتی اکوکاردیوگرافی در تشخیص قبل از تولد مشهود است و هم اکنون دقت و ایمنی این آزمایش کاملاً اثبات شده است. 
امروزه یک اکوکاردیوگرام اختصاصی جنین می تواند تقریباً 100٪ بیماری مادرزادی قلبی جدی را تشخیص دهد. با این حال اکثر زنان باردار اکوکاردیوگرام جنینی ندارند اما تحت سونوگرافی عمومی زنان و زایمان قرار می گیرند. متأسفانه این نوع سونوگرافی ها مانند پژواک نگاری دقیق نیستند و ممکن است فقط حدود یک سوم بیماری های قلبی جنین را تشخیص دهند. 